# 格蒙登教堂

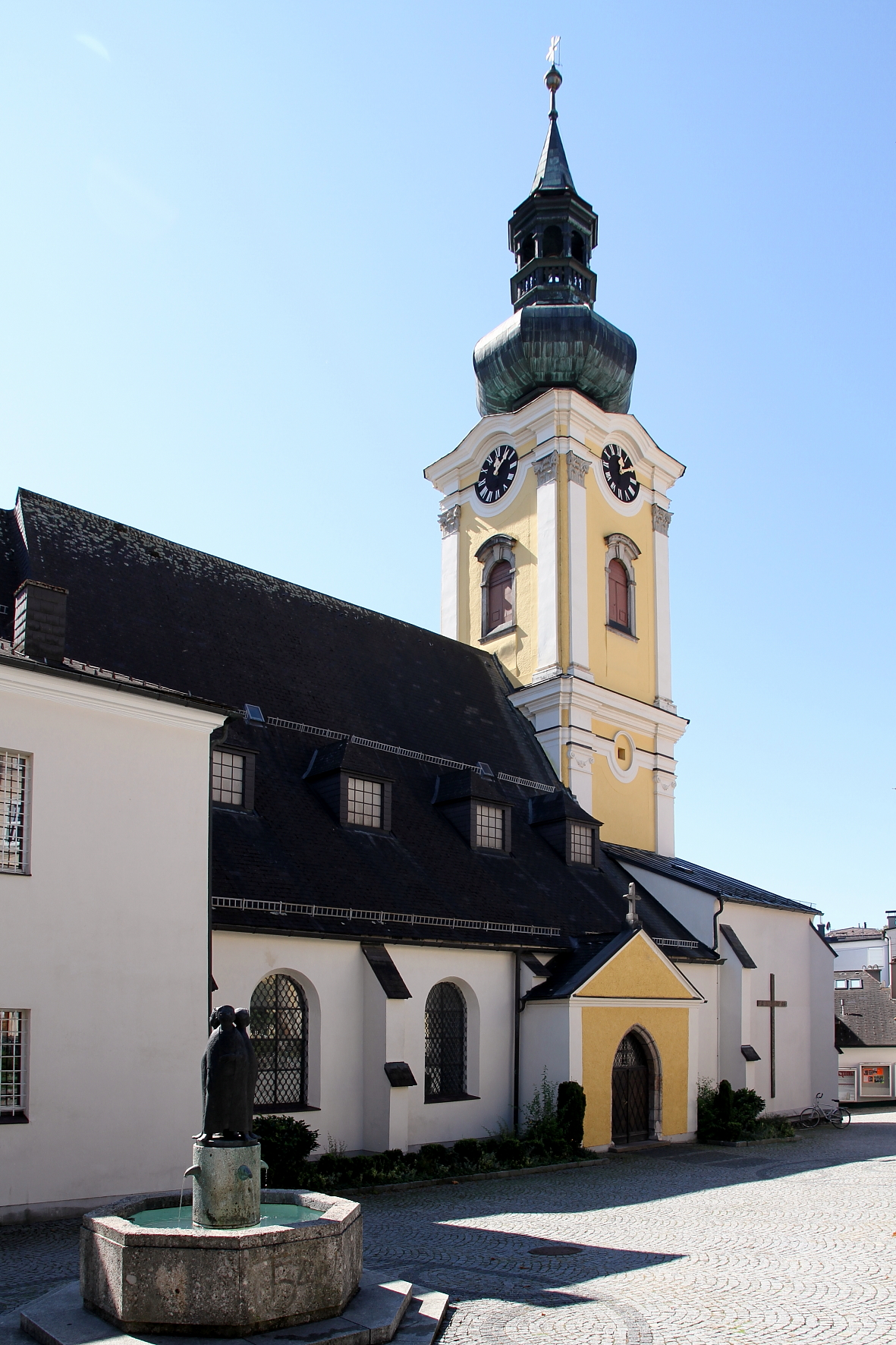

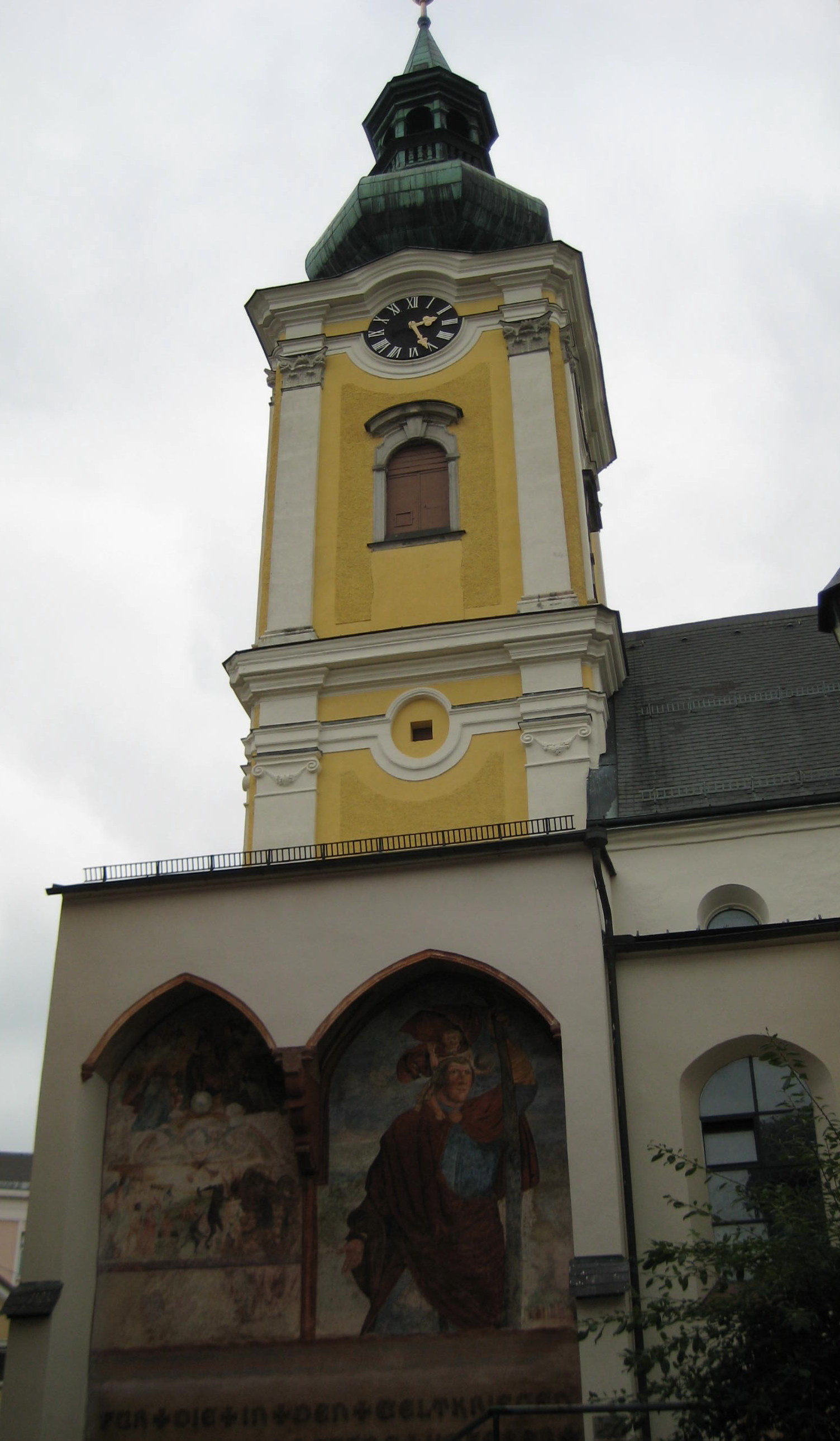

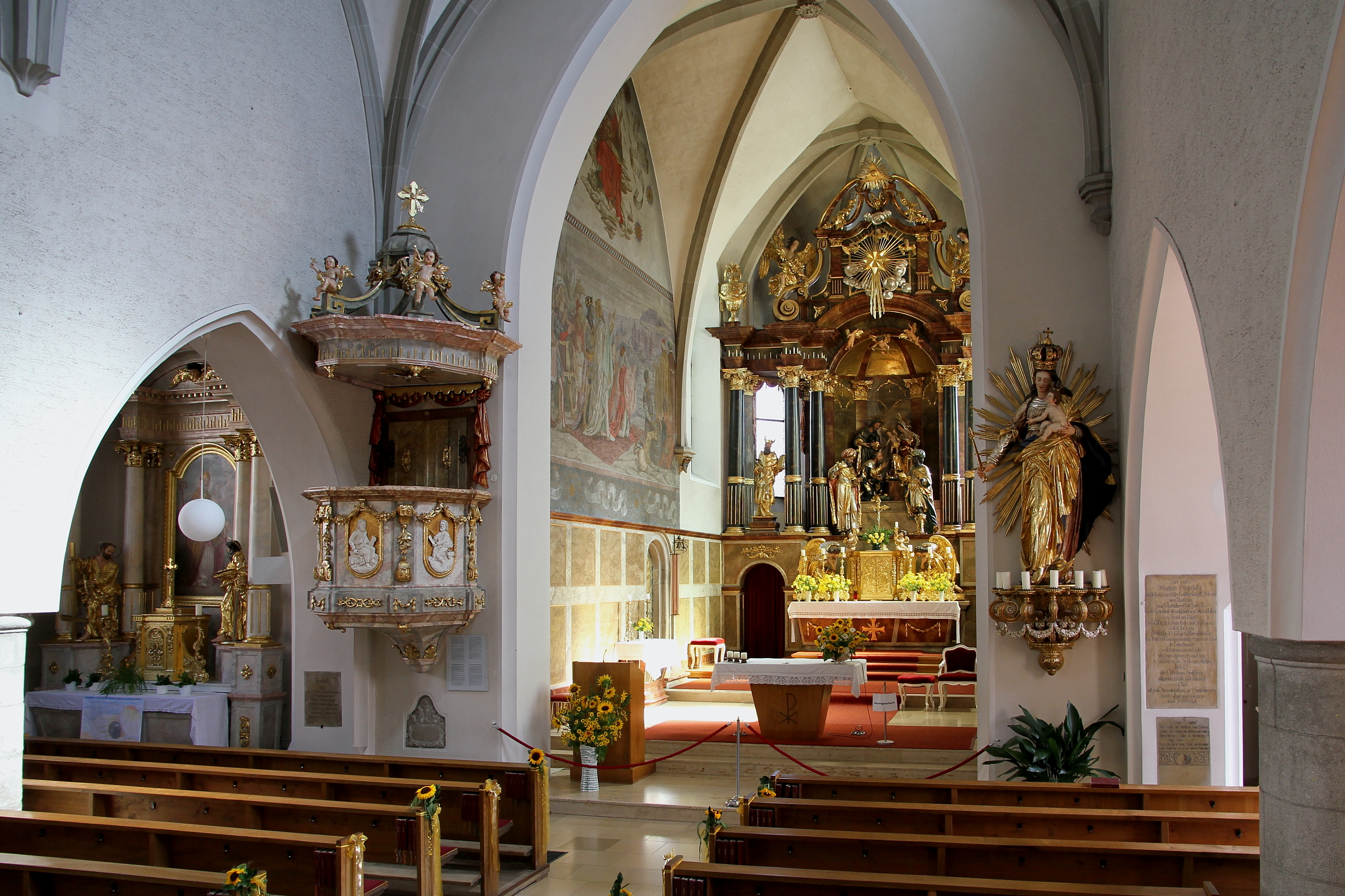

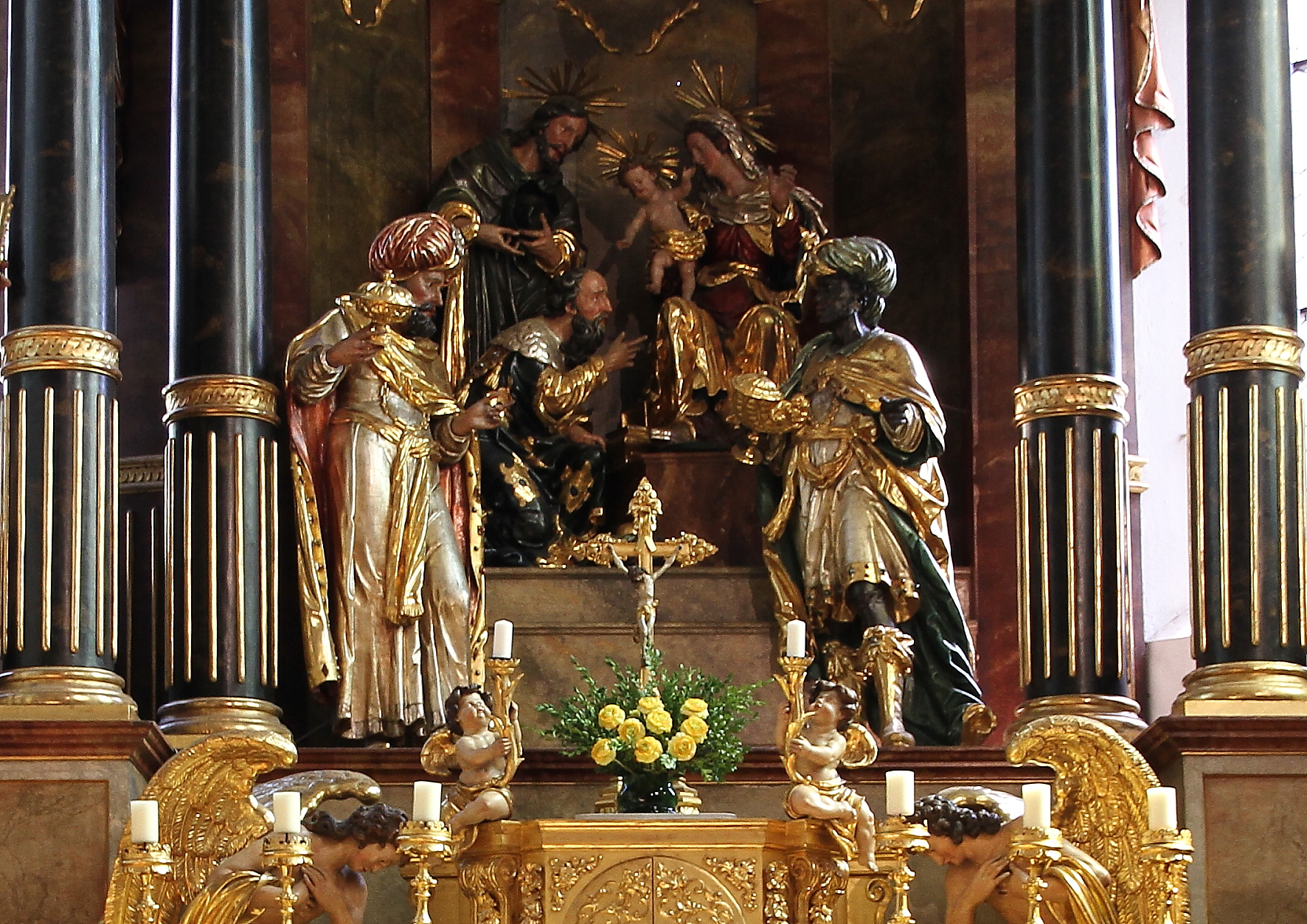

格蒙登堂区教堂（Pfarrkirche Gmunden）是一座罗马天主教堂区教堂，属于天主教林茨教区，奉圣母玛利亚（Jungfrau Maria）、主顯（Erscheinung des Herrn）和三王（Dreikönigskirche）为主保，位于上奥地利州萨尔茨卡默古特地区的格蒙登，特劳恩湖 西北岸附近，距离特劳恩河左岸仅200米。这座教堂被列为保护文物。